# Tyrell Biggs
Tyrell Biggs est un boxeur américain né le 22 décembre 1960 à Philadelphie, Pennsylvanie.

## Carrière
Champion du monde de boxe amateur à Munich en 1982 dans la catégorie super-lourds et médaillé de bronze aux Jeux panaméricains de Caracas en 1983, il devient champion olympique aux Jeux de Los Angeles en 1984. En amateur, il détient un palmarès de 108 victoires, 6 défaites et 4 matchs nuls.
Biggs passe professionnel la même année et remporte ses 15 premiers combats, dont 10 avant la limite.
Le 16 octobre 1987, il affronte Mike Tyson pour le titre unifié de champion du monde des poids lourds. Tyson détestait pour sa part Biggs qui avait été sélectionné à sa place pour représenter les États-Unis dans la catégorie des super-lourds aux Jeux olympiques d'été de 1984. Un violent crochet du gauche de Tyson au 7e round l'envoie à terre, un autre crochet l'y renvoie, l'arbitre arrête le combat.
Ce combat marque un tournant dans la carrière de Biggs, qui dira en avoir souffert psychologiquement. En octobre 1988, il perd contre l'italien, futur champion du monde WBO, Francesco Damiani. Une coupure importante de Biggs impose l'arrêt du combat après 5 rounds. Un an plus tard, il est battu par le champion britannique Gary Mason qui le met KO au 7e Round. Il remporte ensuite 4 victoires de rangs, notamment contre l'ancien champion du monde des poids lourds-légers Ossie Ocasio en janvier 1990. Mais en 1991, il est mis KO successivement contre les futurs champions du monde Riddick Bowe en 8 rounds et Lennox Lewis, en 3 rounds.
Il enchaine 6 victoires contre des inconnus en 1992, ce qui lui permet tout de même de se battre pour le titre américain USBA des poids lourds contre Mike Hunter. Ce dernier va dominer le combat, et emporter la victoire par décision unanime des juges. Après deux nouvelles victoires, il enchaine 3 défaites, notamment contre Tony Tubbs. Il se retire des rings après sa 3e défaite de rang en avril 1994.
Il reviendra sur les rings en 1997 mais après 3 victoires contre des inconnus et une lourde défaite contre Larry Donald qui le met KO au 2e round, se retire définitivement à l'été 1998, sur un bilan de 30 victoires et 10 défaites.

## Parcours auxJeux olympiques
Jeux olympiques d'été de 1984 à Los Angeles (poids super-lourds) :
- Bat Isaac Barrientos (Porto Rico) aux points 5 à 0
- Bat Lennox Lewis (Royaume-Uni) aux points 5 à 0
- Bat Aziz Salihu (Yougoslavie) aux points 5 à 0
- Bat Francesco Damiani (Italie) aux points 4 à 1